# V. Phraatész pártus király
V. Phraatész (pártus nyelven: 𐭐𐭓𐭇𐭕, Frahāt; vagy ismert becézett formájában Phraatakész) a Pártus Birodalom királya i. e 2-től i. sz. 4-ig, anyja, Musza királynő társuralkodója. 
Anyja, Musza itáliai rabszolga volt, akit IV. Phraatész király ajándékba kapott. Amikor a kis Phraatész nagykorúvá vált, Musza megmérgezte az idős uralkodót és fiával, mint társuralkodóval átvette a hatalmat a birodalomban. Uralkodásuk alatt feszültté vált a viszony a Római Birodalommal Örményország és Mezopotámia hovatartozása miatt. Augustus császár el is küldte unokáját, Caius Caesart, hogy szervezzen hadjáratot, de a felek végül kiegyeztek és Phraatész beleegyezett, hogy Örményország a római érdekszférába kerüljön. Emiatt a pártus nemesség fellázadt ellenük és Phraatész i. sz. 4-ben anyjával együtt Rómába menekült. 

## Uralkodása

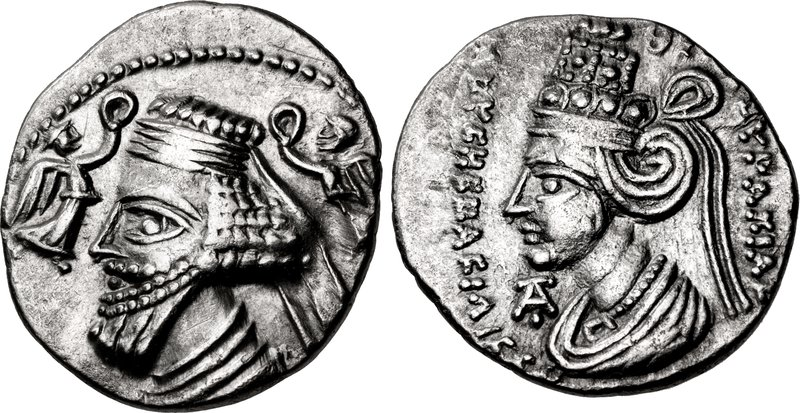
V. Phraatész és Musza Ekbatanában vert ezüstpénze

V. Phraatész IV. Phraatész pártus király fia volt. Neve a pártus Frahāt (𐭐𐭓𐭇𐭕, "adomány, jutalom") görögösített (Φραάτης) változata. Mai iráni verziója a Farhād (فرهاد). Nem hivatalosan neve becézett formájáról (Phraatakész) volt közismert.
Anyja, Musza itáliai rabszolganő volt, akit Augustus császár ajándékozott a pártus uralkodónak, amikor i. e. 20-ban békeszerződést kötöttek és a rómaiak a carrhaei csatában elvesztett hadijelvényekért cserébe visszaadták IV. Phraatésznek az egyik trónkövetelő által elrabolt fiát. Musza hamarosan az idős király kedvenc ágyasa, majd felesége lett és kb. i. e. 19-ben fiút szült neki, akit szintén Phraatésznek neveztek el. I. e. 10/9 körül rávette férjét, hogy közös fiukat tegye meg örökösének, és többi négy, idősebb fiát küldje Rómába. I. e. 2-ben Musza megmérgezte IV. Phraatészt és fiával közösen átvette a birodalom irányítását. Iosephus Flavius római történetíró megemlíti, hogy egyes pletykák szerint Muszának szexuális kapcsolata volt a fiával. Mivel a társuralkodók pénzeiken közösen szerepelnek, egyes történészek úgy vélték, hogy össze is házasodtak. Erre azonban nincs bizonyíték és sem a pártus, sem az óperzsa birodalomban nem volt gyakorlat a szülők és gyermekük házassága.
Örményország és Mezopotámia hovatartozása ekkor már régóta viszály tárgya volt a Római és a Pártus Birodalom között. Augustus császár megbízta unokáját, Caius Caesart, hogy indítson hadjáratot a pártusok ellen. A hadüzenet előtt V. Phraatész követet küldött a császárhoz és bátyjai kiadatását követelte. Augustus gúnyos hangvételű válaszában a trónbitorlónak tartott Phraatész lemondásától és Örményország átadásától tette függővé a béke megmaradását. Cassius Dio szerint a pártus uralkodót nem félemlítette meg, gőgös válaszlevelében kioktatta az általa egyszerűen csak caesarnak nevezett Augustust, hogy elvárja a formális "királyok királya" megszólítást. A két fél végül kiegyezett egymással és i. sz. 1-ben békeszerződést kötöttek. Róma elismerte Phraatészt jogos uralkodónak (ami az ingatag belpolitikai helyzet miatt fontos vívmány volt), cserébe Örményország az ő befolyásuk alá került. Phraatész stratégiája azonban visszafelé sült el, a szerződés nemhogy megnyugtatta volna nemessége kedélyeit, újabb felháborodást keltett. A pártus arisztokrácia már azt is nehezen tűrte, hogy egy volt rabszolganő és fia foglalta el a trónt és Örményország elvesztésének hírére i. e. 4-ben fellázadtak. V. Phraatész és Musza Rómába menekült, ahol Augustus menedéket adott nekik. Későbbi sorsuk ismeretlen. A lázadó nemesség az Arszakida-dinasztia egyik tagját, III. Oródészt ültette a trónra.

## Pénzei

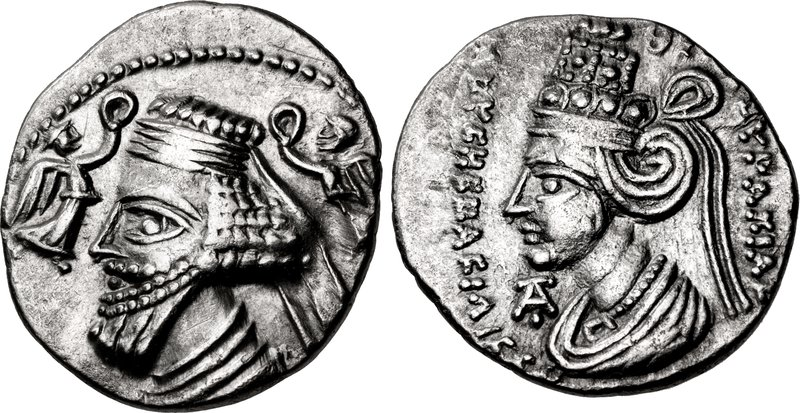
Phraatakész és Musza

Az uralkodópáros pénzeinek egyedi sajátossága, hogy mindketten szerepelnek rajtuk. Anyját a "mennyei" jelzővel és a "baszilissza" (királynő) címmel illetik; utóbbi nem csak a királyok feleségeinek, hanem a királyi család nőtagjainak egyaránt járt. A király feje mellett – apja pénzeihez hasonlóan – egy Nikére emlékeztető szárnyas istenalak diadémot nyújt Phraatész felé. A pártusok a hellenisztikus ikonográfiát alkalmazták saját isteneikre is, így az alak talán az uralkodói dicsőséget (hvarenah) jelképezi. Egyes érmék hátoldalán egy zoroasztriánus tűztemplom is megfigyelhető. V. Phraatész ugyanazokat a címeket használta, mint apja: Királyok Királya, Arszakész, Igazságos, Adakozó, Kiváló, Philhellén (a görögök barátja).

## Fordítás
- Ez a szócikk részben vagy egészben  a   Phraates V című angol Wikipédia-szócikk ezen változatának fordításán alapul.  Az eredeti cikk szerkesztőit annak laptörténete sorolja fel. Ez a jelzés csupán a megfogalmazás eredetét és a szerzői jogokat jelzi, nem szolgál a cikkben szereplő információk forrásmegjelöléseként.

| Előző uralkodó: IV. Phraatész | Pártus király I. e. 2 – I. sz. 4 | Következő uralkodó: III. Oródész |